# Olga Gonçalves
Olga Gonçalves fue una escritora portuguesa nacida en Luanda en 1929 y fallecida en Lisboa en 2004.

## Obras
- Movimento (1972) (poesía)
- 25 Composições e 11 Provas de Artista (1973)
- Mandei-lhe Uma Boca (1973)
- Só de Amor (1975) (sonetos)
- A Floresta em Bremerbaven (1975), Premio Ricardo Melheiros en 1986[1]
- O Emigrante là-bas (1978)
- Ora Esguardai (1982)
- Olotolilisobi (1983)
- Rudolfo (1985)
- Sara (1986)
- Armandina e Luciano, o Traficante de Canários (1988)
- Eis uma História (1993)